# Сулиньи
Сулиньи́ (фр. Souligny) — коммуна во Франции, находится в регионе Шампань — Арденны. Департамент — Об. Входит в состав кантона Буйи. Округ коммуны — Труа.
Код INSEE коммуны — 10373.
Коммуна расположена приблизительно в 145 км к юго-востоку от Парижа, в 90 км южнее Шалон-ан-Шампани, в 12 км к юго-западу от Труа.

## Население
Население коммуны на 2008 год составляло 412 человек.
| 1962 | 1968 | 1975 | 1982 | 1990 | 1999 | 2008 |
| ---- | ---- | ---- | ---- | ---- | ---- | ---- |
| 264  | 276  | 301  | 351  | 341  | 359  | 412  |

## Экономика

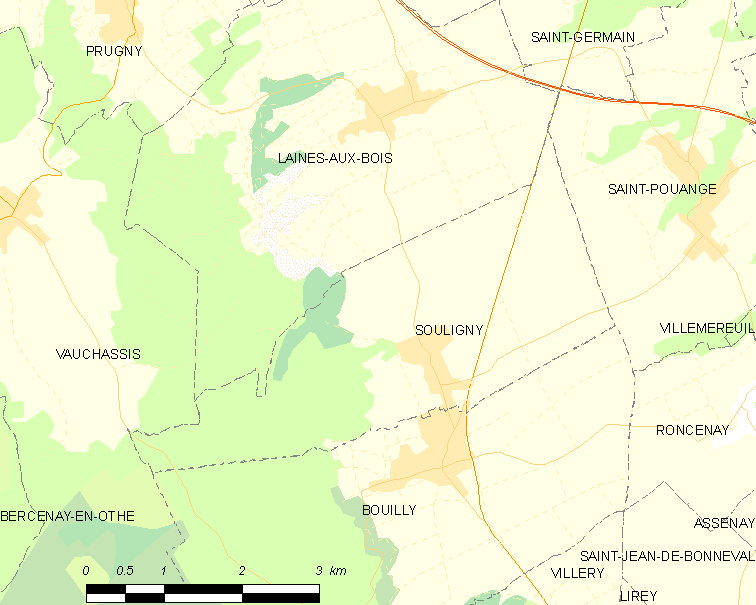
Карта коммуны

В 2007 году среди 254 человек в трудоспособном возрасте (15—64 лет) 186 были экономически активными, 68 — неактивными (показатель активности — 73,2 %, в 1999 году было 70,5 %). Из 186 активных работали 176 человек (89 мужчин и 87 женщин), безработных было 10 (6 мужчин и 4 женщины). Среди 68 неактивных 28 человек были учениками или студентами, 30 — пенсионерами, 10 были неактивными по другим причинам.